# Реформатская церковь (Слуцк)
Реформатская церковь — бывшая кальвинистская церковь в Слуцке, кафедральный собор Литовской провинции.

## История
Кальвинистская община в Слуцке была основана князем Янушем Радзивиллом в 1617 году. Первый храм, деревянный, располагался в Новом Городе на берегу реки Случи. Не раз его восстанавливали после пожаров. Наверное, несколько раз старое здание менялось на новое. Согласно источникам, у кальвинистов иногда было две конгрегации: «…идя от замка, через небольшой мостик к Новому городу… с левой стороны… над берегом реки Случи, есть два собрания, большое и малое».
В 1851 году вместо деревянной церкви по проекту архитектора К. М. Хршчановича строится кирпичное здание.
В годы Великой Отечественной войны сбор пострадал. Уцелевшая колокольня была разобрана в послевоенное время.

## Архитектура

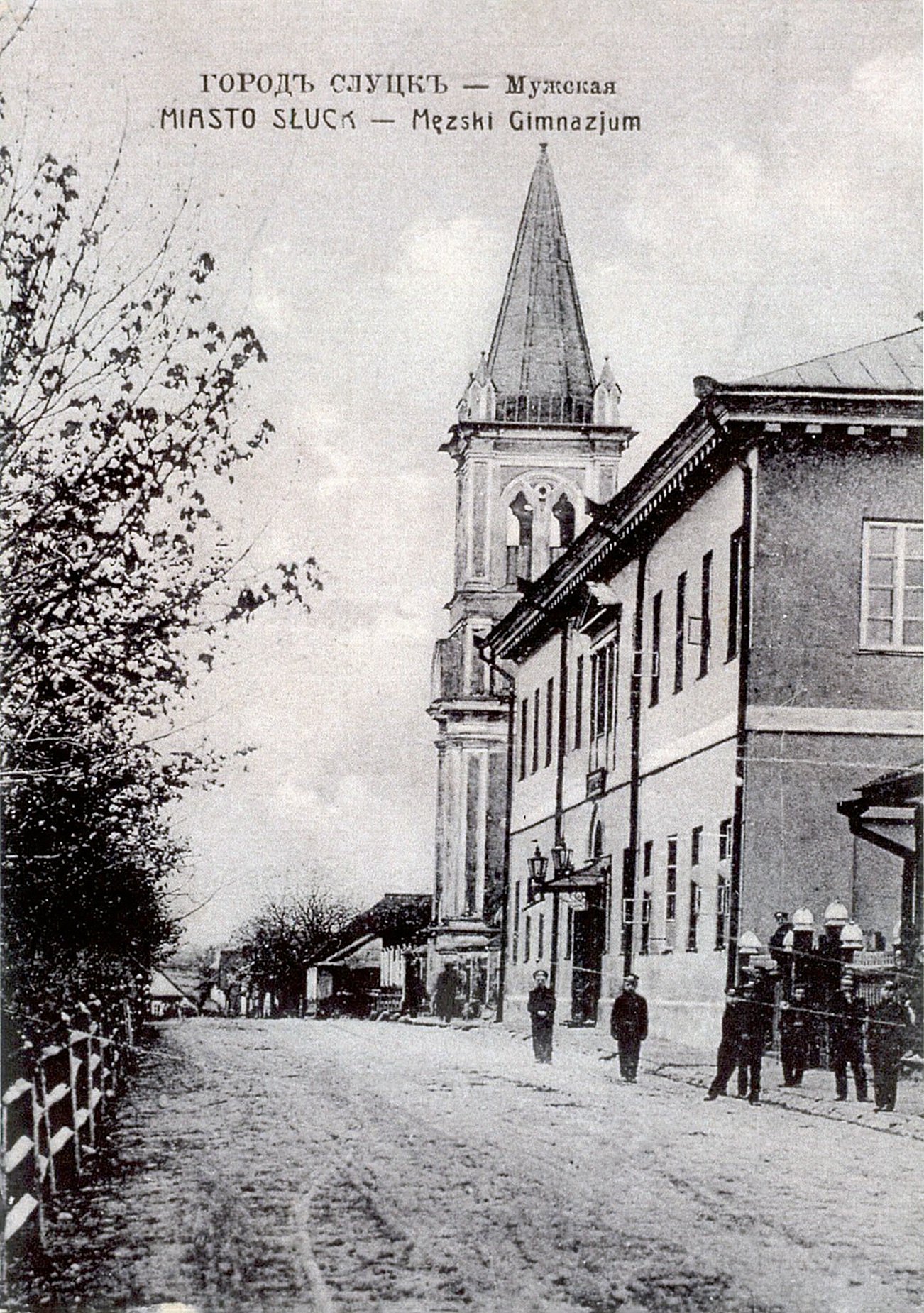
Здание школы и сбора

Рядом с гимназией построен новый актовый корпус, вход ориентирован на улицу Широкого. Это был прямоугольный объем, перекрытый шатровой крышей, с алтарной апсидой и шатровой трехъярусной башней - звонницей на главном фасаде. Четыре яруса башни были отделены друг от друга профилированными карнизами . Нижний, равный высоте основного объема, имел входное отверстие и играл роль бабинца . Низкий средний - украшен полукруглой сандрикой . Стены квартиры третьего этажа пробивали парные оконные проемы. Башня заканчивалась высоким восьмигранным шатром, а по диагонали разворачивались четверные шатровые башенки- пинакли, стоявшие по углам и соединявшиеся друг с другом фигурным металлическим ограждением по периметру. Углы башни и основной объем были обработаны пилястрами . Пилястры также образовывали боковые стены здания. Парные, вытянутые кверху, с полукруглыми концами, трехлепестковые оконные проемы объединялись стреловидными молдингами. Наличие элементов романского, готического и классицистического стилей говорит об эклектичном характере здания. Преобладание среди них вытянутых, стреловидных форм придает ему характерный готический вид.